# Little Willy’s Sike
Der Little Willy’s Sike ist ein 2,2 km langer Wasserlauf in Northumberland in England. Er entsteht östlich des Pikerigg Currick und fließt in östlicher Richtung. Er mündet linksseitig in den Carr’s Burn.